# Conistra albistigma
Conistra albistigma là một loài bướm đêm trong họ Noctuidae.